# 사우스 파크 (영화)
극장판 사우스 파크(South Park: Bigger, Longer & Uncut)는 텔레비전 애니메이션 시리즈 《사우스 파크》에 기초로 1999년에 만들어진 장편 풍자 만화 영화이다. 이 영화는 흔히들 줄여서 《South Park: The Movie》나 더 줄여서 SP:BLU라고 부른다. 영어 제목을 직역해 보면 《사우스 파크: 더 크고, 더 길고, 덜 자른》이 되는데 이 제목은 영화자체에 대한 설명이면서 남근에 대한 연상을 의도한 제목이다.

## 줄거리
이 작품의 줄거리는 다음과 같다. 8살짜리 사우스 파크 소년 네 명이, 가상의 캐나다 사람으로 설정되어 있는 코미디 듀오 테렌스와 필립이 주인공인, 욕설로 가득한 불타는 엉덩이(Asses of Fire)란 영화를 보려고 숨어든 것으로 시작한다. 이 영화를 본 뒤 소년들은 욕을 하기 시작하고, 부모와 선생들 사이의 분노는 미국과 캐나다 사이의 국제 분쟁을 일으키다가, 결국은 전쟁으로 치닫게 된다. 영화의 부차적인 줄거리는 지옥에서 시작된다. 교활한 사담 후세인이 동성애 연인인 사탄의 도움으로 세계를 지배하려고 한다. 후세인이 영화가 시작되기 6주 전에 "미친 멧돼지 떼에 받혀 죽었다"라는 뉴스를 볼 수 있다. 테렌스와 필립이 죽으면, 후세인과 사탄이 지옥에서부터 올라와 세계를 지배하게 된다. 게다가, 각 소년들은 저마다의 부차적인 줄거리를 갖고 있다:
- 스탠은 여자 친구 웬디 테스타버거를 그녀의 새 남자 친구 그레고리로부터 되찾으려고 한다. 이를 위해 찾기 힘든 클리토리스를 찾으려고 한다.
- 카일은 "캐나다에 반대하는 어머니회"운동의 지도자인 그의 엄마에 맞서려고 한다.
- 카트먼은 뇌안에 V-chip을 이식당했는데, 이것은 그가 욕을 하려고 하면 전기 충격을 준다.
- 케니는 영화의 초반에 죽어서 지옥으로 간다. 여기서 그는 동성애 남자친구인 사담 후세인으로부터 정서적으로 학대받는 사탄을 도우려 한다.

야데일의 그레고리와 두더지를 비롯한 소수의 등장인물만이 새로 나온다. 두더지는 시리즈에서 카메오처럼 몇 차례 나온 적이 있었는데, 한 에피소드에서는 텔레비전 토크 쇼에 나온 적이 있다.
이 영화는 1991년작 《미녀와 야수》같은 디즈니 애니메이션을 희화화하는 뮤지컬이다. 트레이 파커와 마크 샤이먼(Marc Shaiman)이 작곡한 열두 곡의 노래가 나온다. 이른바 덜 불경스럽기 때문에, "Blame Canada" 노래가 아카데미상의 주제가상 후보작으로 올랐다. 실제로는 "Up There"는 불경스러운 단어가 전혀 없었으나, 역설적으로 동성애에 "불타는" 사탄을 묘사했다. 불경스러운 단어를 가지고 오스카상에 후보로 오른 네 곡의 노래중 두 번째였다(첫 번째 노래 "Mean Green Mother From Outer Space"는 1986년에 제작된 영화 Little Shop of Horrors에 나온 것이며, 우연히도 Beauty and the Beast(디즈니의 애니메이션 '미녀와 야수' 주제가)를 쓴 앨런 맨킨과 하워드 애쉬먼이 쓴 노래이다. 세 번째는 2000년작 영화 《8마일》에서 에미넴이 부른 "8 Mile"이다. 그는 이 노래로 아카데미상을 탔다. 가장 최근 노래는 2006년작 Hustle and Flow에 나왔던 "It's Hard Out Here for a Pimp"이다).
원래 이 노래는 아카데미 수상식에서 성우인 매리 케이 버그먼(Mary Kay Bergman)이 부를 예정이었다. 그녀는 이 영화에 나오는 대부분의 여성의 목소리를 냈다. 그러나 알려지지 않은 정신적인 질환을 앓고 있던 버그만은 영화 개봉 후 몇 달 만에 자살했다. 텔레비전 방송에선 로빈 윌리엄스가 많은 합창단과 함께 노래를 불렀다.

## 논쟁
《극장판 사우스 파크》는 가장 불경스러운 영화 중 하나로 간주된다. 이 영화에는 "Uncle Fucka"라는 제목의 노래가 나오는데, fuck이라는 단어가 1분 조금 넘는 시간 동안 24번 나온다. 이 노래는 원래 "삼촌" 대신 "엄마"를 쓸 예정(즉, "Mother Fucka")이었는데, (NC-17 대신) R 등급을 받기 위해 바꿨다. 제작자들은 "엄마"보다 "삼촌"이 더 웃기게 들린다고 말했다.
이 영화는 과도한 욕 사용으로 (2001년판) 기네스 북의 "애니메이션 영화에서 가장 많은 욕" 부문에 올랐다. 욕설이 399번 나왔고, "fuck"을 146번 사용했으며, 128번의 모욕적인 몸짓과 221번의 폭력 행위가 나왔다. 400번 이상 사용할 경우 NC-17 등급으로 상영 금지를 받게 되는데 한 번 차이로 그쳤다. 그러나 영화사상 "fuck"의 횟수로 따져 보면 61위에 그친다.
그러나 영화에 내재된 주제는 부모와 감시자들이 부적당하다고 생각하는 것에서 어린이들을 보호하는 것은 그들의 책임이라고 주장하는 것이다. 또한 무엇이든 (특히 영화나 텔레비전에 대한) 검열은 비난을 면하기 위해 부모들이 사용하는 도구라는 것이다. (이것은 "Blame Canada"노래의 절정 부분에서 나타나는데, 한 무리의 부모들이 다음처럼 노래한다: "누군가 우리를 비난하기 전에/우리는 그들을 비난해야 하네/그리고 소동을 일으켜야 한다네") 또 하나의 풍자가 이어진다. 카일의 엄마가 연설하는 동안, 아이들은 부모들에게 캐나다와 전쟁을 일으키지 말라고 한다. 그녀는 카일을 무시한다. 역설적으로 그녀는 부모들로 이루어진 청중들에게 그 자식들을 보호하고, 더 많은 관심을 기울여 줘야 한다고 연설하던 중이었다.
종종 이 영화의 원래 제목은 "사우스 파크: 활짝 열린 지옥"이며 미국영화예술아카데미(MPAA)가 제목을 바꾸라고 강요했다고 주장된다. 등장인물의 제작자인 트레이 파커와 맷 스톤이 《사우스 파크: 더 굵고, 더 길고, 잘리지 않은》을 다시 제안했다는 것이다. 이 제목은 상스러운 중의법이다 ("잘리지 않은"은 "포경수술받지 않은"의 의미도 있다). 이런 이야기는 파커와 스톤에게서 직접 나왔다. MPAA의 대변인인 리처드 테일러(Richard Taylor)는 그런 제목의 영화가 접수된 적이 없으며, MPAA는 제목에 "지옥"을 넣었다고 거부하지도 않는다고 했다. 예를 들면 《프롬 헬》, 《헬보이》, 《헬레이저》 같은 영화들이 있다. 이런 대사들은 이 영화의 예고편에서 쓰였다.
이 영화는 사담 후세인을 사탄의 동성애 상대로 묘사해서, 이라크에선 상영이 금지됐다. 역설적으로, 2006년 사담이 인종 청소혐의로 기소되었을 때, 맷 스톤은 미군이 전직 독재자에게 이 영화를 반복적으로 보여줬을 것이라고 농담했다.
그러나, 영화 비평가들은 영화가 구사하는 정치풍자의 지적인 면과 유희적인 면에 대해 일반적으로 열광적이었다.. 예를 들면 글로브 앤드 메일(The Globe and Mail)지는 이 영화의 모든 것이 최고이기 때문에 별 네개를 줬으며, 나쁜 취향의 것도 없었으며, 위대한 작품이라고 했다.
노래 Blame Canada를 비롯해서 캐나다를 놀림거리로 삼았지만, 정작 캐나다에서 이 영화에 대한 논쟁이 거의 없었다. 캐나다 총리인 킴 캠벨(Kim Campbell)이 노래에 대해 질문 받았을 때, 그녀는 영화가 캐나다를 진지하게 모욕하려한 것이 아니라, 장난일 뿐이기 때문에 전혀 불쾌하지 않았다고 답했다. 이 노래에는 유명한 캐나다인 가수 앤 머레이(Anne Murray)를 "bitch"로 부르기도 하지만, 머레이는 놀림조 가사로 상처 받지 않았다고 말했다. 머레이는 오스카 수상식 텔레비전 방송에 이 노래를 부르도록 초청 받았으나, 선약이 있다는 이유로 사양했다.

## 정치
이 영화는 인종 차별, 전쟁, 검열을 다룬다. 이 영화는 명백하게 검열에 반대한다. "카트먼의 불결하고 X같은 입"이 궁극적으로 세상을 구하는 것으로 이것을 보여준다. 영화에서 카일의 어머니는 붙타는 엉덩이라는 제목의 캐나다 영화를 검열하는 캠페인을 시작한다. 이것은 캐나다와 미국사이의 전쟁을 불러일으킨다. 이것은 시덥지 않은 이유로 국가끼리 전쟁을 일으키려는 것에 대한 비판이다. 카일의 의붓 동생 아이크(Ike)가 캐나다 출신이라는 것은 역설적이다. 인종 차별에 대한 주제는 한 부분에만 나온다. 한 무리의 병사들이 "인간 방패 작전"에 지명되는데, 이들은 모두 흑인들이다. 다른 부대는 거의 백인들로 구성되는데 이들은 "유색인 뒤에 숨는 작전"을 수행하게 된다.
한 장면에서 미국 대사와 캐나다 대사가 테렌스와 필립의 체포에 대한 논쟁을 하는데, 언론 앞에서 캐나다인들은 항상 "about"대신 "aboot"이라고 발음한다. 이것은 많은 사람들이 갖고 있는 캐나다인에 대한 편견이다.
이 영화보다 뒤에 만들어진, 《사우스 파크》 쇼는 줄거리와 주제에서 더 개방된 (특히, 자유주의 성향의) 정치적 견해를 표현하기 시작한다.

## 영화 음악
《극장판 사우스 파크》는 "Uncle Fucka"와 "Blame Canada"등 많은 노래로 뮤지컬 영화에 대해 겉으로는 진지하지만 비뚤어진 헌사를 보냈다. "Blame Canada"는 아카데미상에 후보작으로 지명되어 수상식 중에 로빈 윌리엄스가 불렀다. 이 영화의 오스카상을 받을 만한 노래 중에서 "Blame Canada"가 뽑힌 이유는 가사가 (불경스러운 점이 두 군데 뿐이어서) 상대적으로 건전해서 텔레비전에서 방송하기 적합했기 때문이라고 생각되었다. (사탄이 부른) "Up There"는 욕설이 전혀 없었지만, 종교적인 상식과는 반대로 가사 안에 사탄의 저주받은 묘사와 악의 정당화에 대한 역설을 만들어 냈다. 그러나 막상 오스카상은 디즈니사의 《타잔》(Tarzan) (1999)에서 "You'll be in my Heart"를 부른 필 콜린스가 탔다. 이 때문에 "Timmy 2000" 에피소드에 필 콜린스에 대한 농담이 많이 들어갔다.
이 영화의 여러 노래는 디즈니 만화의 주제곡을 풍자한 것이다. 예를 들면 〈Mountain Town〉은 1991년 영화 《미녀와 야수》(Beauty and the Beast)에서 “벨”이 부른 노래와 매우 비슷하다. 〈Up There〉는 1996년 영화 《노틀담의 꼽추》(The Hunchback of Notre Dame)의 〈Out There〉와 1989년 영화 《인어공주》(The Little Mermaid)의 〈Part of Your World〉의 패러디이다. 〈La Resistance Medley〉는 뮤지컬 《레미제라블》(Les Miserables)의 〈One Day More〉와 《웨스트사이드 스토리》의 주제가 〈Tonight〉를 패러디한다. 제작진 소개에 언급되진 않았지만. 메탈리카의 제임스 헷필드가 〈Little Boy, You're Going to Hell〉을 불렀다.
이 영화의 영화 음악 앨범은 1999년 6월 22일 아틀란틱 레코드사에서 발매되었다. 씨디에는 앞의 열두 곡만이 실제 영화에서 쓰였다고 되어 있다. (나머지 노래들은 영화에서 "영감을 얻었다"고 쓰여 있으며, 주로 열두 곡의 노래를 편곡한 것이다). 그러나 DVDA의 "브라이언 보이타노라면 어떻게 했을까? 2부(What Would Brian Boitano Do? Pt. II)" 노래는 마지막 제작진 소개에 자주 사용된다. "지옥은 그다지 좋지 않아(Hell Isn't Good)"는 헤비 메탈 밴드 메탈리카의 제임스 헷필드가 보컬로 참여했다. 메탈리카의 나머지 멤버들은 참여하지 않았다. D.V.D.A가 그 음악을 연주했다. 파라마운트 픽쳐스사는 공식적으로 트레이 파커가 보컬리스트라고 했다. 2000년 2월, 헷필드가 메탈리카 점 컴의 게시판에 자신이 보컬로 참여했음을 인정했다.
영화에 나왔던 노래들은 음반에 완전한 길이로 수록되었다. 일부 노래들은 영화에선 일부만 사용되었다. 이런 예 중 하나가 "나도 바뀔수 있어(I Can Change)"라는 노래이다. 영화에선, 사탄이 일절만 부르는데, 앨범에선 이절까지 부른다. 영화에서 "But what if you never change?"라는 가사가 있는데, 앨범에서는 후세인이 반복되는 "I can change, I can change!" 코러스로 부른다. 두 경우 모두 사탄의 가사 "What if you remain a randy little butt hole?"가 따라 붙는다.

### 음악 목록
1. "Mountain Town"
2. "Uncle Fucka"
3. "It's Easy, M'kay"
4. "Blame Canada"
5. "Kyle's Mom's A Bitch"
6. "What Would Brian Boitano Do?" : 디즈니 뮤지컬 《Newsies》의 패러디이다.
7. Up There : 1989년작 디즈니 영화 《인어 공주》(The Little Mermaid )의 노래 Part of your world와 1996년작 디즈니 영화 《노틀담의 꼽추》(The Hunchback of Notre Dame)의 노래 Out There를 패러디 한 것이다.
8. La Resistance : 뮤지컬 《레 미제라블》(Les Miserables)의 노래 One Day More의 (멜로디)를 직접적으로 패러디했다.
9. "Eyes Of A Child" : 마이클 맥도날드(Michael McDonald)가 불렀다.
10. I Can Change
11. I'm Super
12. Mountain Town (반복)
13. Good Love - (아이작 헤이즈가 쉐프의 노래를 부른다)
14. Shut Yo Face (Uncle Fucka) - Trick Daddy가 부름, Featuring Trina & Tre
15. Riches To Rags (MMMKay) - Nappy Roots
16. Kyle's Mom's A Big Fat Bitch - (Joe C.가 부름, featuring Kid Rock)
17. "What Would Brian Boitano Do? Pt. II" - D.V.D.A.
18. "I Swear It (I Can Change)" - Violent Femmes
19. Super - (RuPaul) kenny goes to hell
20. "O Canada" - (Geddy Lee와 Rush밴드의 Alex Lifeson이 부름, featuring Terrance and Phillip)

## 이 영화에만 나오는 등장인물

### 야데일의 그레고리(Gregory of Yardale)
그는 다른 아이들과 같은 장면에서 나온다. 아이스 스케이트하는 이 장면은 찰리 브라운을 패러디한 것이다; 그는 야데일에서 사우스 파크로 방금 이사왔다고 말한다 (야데일은 아마도 예일과 하버드의 합성어이다). 그는 또한 야데일에서 평점 4.0을 받았다고 한다. 외모와 매너를 보면, 그는 장 발장을 연기한 배우 콤 윌킨슨의 패러디로 보인다. 그는 희미하게 영국식 억양으로 말하며, 매우 지적이지만 약간 속물처럼 보인다. 그는 "라 레지스탕스" 운동의 사실상의 지도자 역할을 한다. 스탠 마시의 여자 친구 웬디 테스타버거의 관심을 끌게 되면서, 스탠의 경쟁자가 된다. 이야기의 마지막 즈음에, 스탠에게 속물처럼 굴자, 그녀는 그를 더 이상 좋아하지 않는다고 말한다. 그녀는 "그레고리는 엿먹으라 그래.(Fuck Gregory. Fuck him right in the ear!)" 라고 말한다. 그는 이 영화에만 나옴에도 불구하고, 팬들에게 많은 인기를 얻고 있다.

### 두더지(The Mole)
두더지의 진짜 이름은 크리스토프(Christophe)이다. 그는 스탠 마시, 카일 브로플로프스키와 에릭 카트먼이 테렌스와 필립을 구해내는 것을 돕는 비밀 요원이다. 세 소년들은 테렌스와 필립의 처형을 막으려고 미국 군사시설에서 둘을 탈출시키려고 한다. 소년들의 학교 친구인 야데일의 그레고리가 두더지와 소년들을 접선시켜준다(그레고리는 소년들보다 정치와 군사학을 잘 알고 있다). 소년들은 두더지가 그들과 같은 어린이임을 알고 놀란다. 그는 경박하고 빈정거리는 성격이다. 두더지는 소년들이 군사 기지에 잠입하는 것을 돕겠다고 결심한다. 병사들이 미군 위문 협회(United Service Organizations, USO)의 쇼에 정신을 팔고 있을 때 테렌스와 필립을 구하려고 한다. 카트먼이 계획을 망쳐서(부분적으로 유령이 된 케니의 책임도 있다), 두더지는 경비견에 물려 치명상을 입고 죽게 된다.
두더지는 땅굴 파기와 터널 안내를 전문을 하는 용병이다. 이 때문에 두더지라는 별명이 붙었다. 그는 프랑스계이며, 프랑스식 억양으로 말하지만, 영어를 유창하게 한다. 그러나 그는 짐작하는 것처럼 프랑스계 캐나다인이 아니다. 왜냐하면 극중 다른 캐나다인들과는 달리 머리가 한 조각으로 되어 있기 때문이다. 그의 말에 따르면, 그의 어머니는 두더지가 태어나기 전에 인공 유산시키려고 했으나 실패했다고 한다. 그의 어머니는 신에 대한 모독을 참지 않는다는 것밖에 알려진 것이 없다. 두더지는 프랑스식 실존주의자의 상투적인 모습이다. 그는 때때로 신에 대한 경멸적인 말을 해서, 외출금지당한다. 그는 영화가 개봉된 다음 "Two Guys Naked in a Hot Tub" 에피소드에서 (스탠이 채널을 돌리는 동안) 텔레비전에 잠깐 나온다. 케니의 소원대로 다른 사람들과 함께 부활한다. 그레고리와 함께, 크리스토프는 상당한 인기를 얻고 있으나, 영화와 일부 눈에 띄지 않는 장면에만 제한적으로 출연했다. 또한 두더지는 (예를 들면 fanfiction.net과 같은) "fan fiction"에서 팬층을 거느리고 있다.

## 불타는 엉덩이(Asses of Fire)
불타는 엉덩이는 영화속의 영화이며, 테렌스와 필립이 주연한 장편 영화이다.
이 영화는 사우스 파크마을에서 엄청난 논쟁을 촉발시켰다. 영화에 포함된 지나친 욕설이 어른과 아이 모두에게 영향을 줘서, 영화에 나왔던 욕을 실생활에서 무의식적으로 쓰게 만들었기 때문이다.
불타는 엉덩이는 이 영화에 대한 보수적인 관점을 패러디한 것이다. 테렌스와 필립의 텔레비전 쇼는 《사우스 파크》 텔레비전 시리즈에도 나온다. 이것도 역시 《사우스 파크》에 대한 보수주의적 관점에 대한 패러디이다.
불타는 엉덩이가 들어 있는 사우스 파크 영화처럼, 이 영화도 뮤지컬 영화이다. 상스러운 노래인 "Uncle Fucka"가 들어 있다. 이 노래의 가사에는 fuck이라는 단어가 30번 정도 들어 있을 뿐 아니라, 테렌스와 필립이 각자 삼촌과의 근친상간적인 성관계를 묘사하고 있다. 이 노래는 2000년 MTV Movie Award의 Best Musical Performance부문 상을 받았다.
2002년에 방송된 《사우스 파크》의 에피소드 "The New Terrance and Phillip Movie Trailer"에 따르면, 이 영화의 속편 불타는 엉덩이 2: 경련들의 역습(Asses of Fire II: Attack of the Cramps)이 제작되었다. 이것은 아마 《스타워즈 에피소드 II》(Star Wars: Episode II - Attack of the Clones)의 패러디이다. "Terrance and Phillip in Not Without My Anus" 에피소드는 또 다른 텔레비전용 테렌스와 필립 영화이다.

## 평가
- 이 영화는 미국 영화 연구소(American Film Institute)가 만드는 위대한 미국 뮤지컬의 목록에 후보로 올랐다.[4]
- 2006년 《극장판 사우스 파크》는 영국 채널 4에서 실시한 50대 위대한 코미디 영화 투표에서 5등을 차지했다.[5]
- 2000년 영국의 영화 잡지 Total Film의 독자들이 뽑은 역사상 13번째로 위대한 코미디 영화로 뽑혔다.
- 미국 Bravo 텔레비전 방송에서 뽑은 "100대 코미디 영화"에서 5등을 차지했다.

## 같이 보기
- 《사우스 파크》
- 뮤지컬